# Eick (Solingen)
Eick ist ein aus einer Hofschaft hervorgegangener Wohnplatz in der bergischen Großstadt Solingen.

## Lage und Beschreibung
Eick befindet sich im südöstlichen Bereich des Stadtbezirks Solingen-Mitte in einem Taleinschnitt nördlich der Krahenhöhe. Der Ort ist durch die Straße Eick von der Bundesstraße 229, der Remscheider Straße, zu erreichen, die über Müngsten nach Remscheid führt. Die zu dem Ort gehörenden Gebäude, darunter auch vereinzelt noch Fachwerkgebäude, liegen an den Hängen sowie am Quellufer des Windfelner Baches. Der Bach fließt in östliche Richtung über Windfeln und Felsenkeller und mündet schließlich bei Grunenburg in die Wupper. Das kleine Bachtal wird östlich von Eick durch die Windfelner Brücke überspannt. 
Benachbarte Orte sind bzw. waren (von Nord nach West): Halfeshof, Windfeln, Schaberg, Dorperhof, Wieden, Krahenhöhe, III. und IV. Feld sowie Meigen. 

## Etymologie
Der Ortsname bezeichnet die Lage an einem Eichenbaum. Eichenwälder kamen im Mittelalter in der Region nicht sonderlich oft vor, so dass Bauernhöfe, die bei ihnen entstanden, oft auch nach diesen benannt wurden. Im Gegensatz zu Buchenwäldern boten sie den Vorteil, dass man sie zu geeigneter Holzkohle verarbeiten konnte – ein wichtiger Standortfaktor für die Entstehung des Solinger Klingenhandwerks.:99 Vergleiche hierzu auch die Solinger Ortsnamen Kohlfurther Eickholz, Eickenberg oder Eichholz.

## Geschichte
Eick hat seine Ursprünge im Spätmittelalter, der Ort wird erstmals urkundlich um das Jahr 1312 als Eyke erwähnt.:1 In dem Kartenwerk Topographia Ducatus Montani von Erich Philipp Ploennies, Blatt Amt Solingen, aus dem Jahre 1715 ist der Ort mit einer Hofstelle verzeichnet und als z. Eich benannt. Er gehörte zur Honschaft Dorp innerhalb des Amtes Solingen. Die Topographische Aufnahme der Rheinlande von 1824 verzeichnet den Ort als zur Eick und die Preußische Uraufnahme von 1844 als Eick. In der Topographischen Karte des Regierungsbezirks Düsseldorf von 1871 ist der Ort ebenfalls als Eick verzeichnet.
Nach Gründung der Mairien und späteren Bürgermeistereien Anfang des 19. Jahrhunderts gehörte Eick zur Bürgermeisterei Dorp, dort lag er in der Flur III. Schaberg. 1815/16 lebten 48, im Jahr 1830 57 Menschen im als Weiler bezeichneten zur Eick. Der nach der Statistik und Topographie des Regierungsbezirks Düsseldorf als Hofstadt kategorisierte Ort besaß 1832 zehn Wohnhäuser, eine Fabrikationsstätte bzw. Mühle und sechs landwirtschaftliche Gebäude. Zu dieser Zeit lebten 48 Einwohner im Ort, davon drei katholischen und 45 evangelischen Bekenntnisses. Die Gemeinde- und Gutbezirksstatistik der Rheinprovinz führt den Ort 1871 mit 14 Wohnhäusern und 118 Einwohnern auf. Im Gemeindelexikon für die Provinz Rheinland von 1888 werden für Eick 23 Wohnhäuser mit 139 Einwohnern angegeben.
Bereits 1823/1824 wurde der Weg zwischen Solingen und Müngsten zur Chaussee ausgebaut. Sie führte nördlich an Eick vorbei. Die ab Ende des 19. Jahrhunderts offiziell als Müngstener Landstraße bezeichnete Straße wurde 1935 in Müngstener Straße und 1975 in Remscheider Straße umbenannt, nachdem die Stadt Burg an der Wupper nach Solingen eingemeindet wurde und der Straßenname dort bereits belegt war. Heute ist die Straße als Bundesstraße 229 klassifiziert.  
Nach Gründung der Mairien und späteren Bürgermeistereien Anfang des 19. Jahrhunderts gehörte der Ort zur Bürgermeisterei Dorp, die 1856 das Stadtrecht erhielt, und lag dort in der Flur III. Schaberg. Die Bürgermeisterei beziehungsweise Stadt Dorp wurde nach Beschluss der Dorper Stadtverordneten zum 1. Januar 1889 mit der Stadt Solingen vereinigt. Damit wurde Eick ein Ortsteil Solingens. 1895 besitzt der Ortsteil 20 Wohnhäuser mit 127 Einwohnern, 1905 werden 16 Wohnhäuser und 105 Einwohner angegeben.